# Filtro pasivo
El filtro pasivo es un filtro electrónico formado únicamente por elementos pasivos, es decir, resistencias, condensadores y bobinas.
En los sistemas electrónicos se emplean filtros para dejar pasar solo las frecuencias deseadas y eliminar las restantes. 
Los filtros pasivos aumentan su impedancia a medida que nos alejamos de la frecuencia que por diseño deben dejar pasar, consiguiendo así aislar la señal deseada, eliminando las interferencias.
- Filtro electrónico
- Filtro activo
- Filtro paso bajo
- Filtro paso alto
- Filtro paso banda

- Datos: Q5862060